# 手护台湾大游行
手護台灣大遊行是由「手護台灣大聯盟」及世界台灣人大會於2005年9月25日下午在台北市發起的大遊行。遊行以「加強國防，捍衛台灣」為主題，訴求軍購案能在立法院通過。民主進步黨與台灣團結聯盟動員大型車輛150部、發動上萬人參加。「手護台灣大聯盟」曾於2005年3月26日主辦三二六護台灣大遊行。
遊行隊伍在中正紀念堂大中至正門集結，沿中山南路轉繞信義路一段、杭州南路一段、濟南路後折回中山南路，再轉到凱達格蘭大道，並在公園路口解散。支持台灣獨立的大老如國策顧問吳樹民、考試院長姚嘉文、其他多位泛綠立委參與遊行並在遊行終點發表講話，強調加強國防與心防才能捍衛台灣，並呼籲為台灣成為正常國家而打拼。泛藍陣營的人士也組成「反軍購大聯盟」在立法院門口向遊行隊伍高喊「反軍火救台灣」、「反軍購、救經濟」等口號。